# Yves Courage
Yves Courage (ur. 27 kwietnia 1948 roku w Le Mans) – francuski kierowca wyścigowy. Założyciel i właściciel przedsiębiorstwa konstruującego samochody wyścigowe oraz zespołu wyścigowego Courage Compétition.

## Kariera wyścigowa
Courage rozpoczął karierę w międzynarodowych wyścigach samochodowych w 1980 roku od startów w World Challenge for Endurance Drivers, gdzie jednak nie zdobywał punktów. W późniejszych latach Francuz pojawiał się także w stawce World Championship for Drivers and Makes, FIA World Endurance Championship, 24-godzinnego wyścigu Le Mans, European Endurance Championship, IMSA Camel GT Championship oraz World Sports-Prototype Championship.